# آيت مسعود (آيت ويخلفن 1)
آيت مسعود هو دُوَّار يقع بجماعة رأس اجري، إقليم الحاجب، جهة فاس مكناس في المملكة المغربية. ينتمي الدوّار لمشيخة آيت ويخلفن 1 التي تضم 6 دواوير. يقدر عدد سكانه بـ 2996 نسمة حسب الإحصاء الرسمي للسكان والسكنى لسنة 2004.

## وصلات خارجية
- البوابة الوطنية للجماعات الترابية
- المندوبية السامية للتخطيط